# Zgniatanie obrotowe

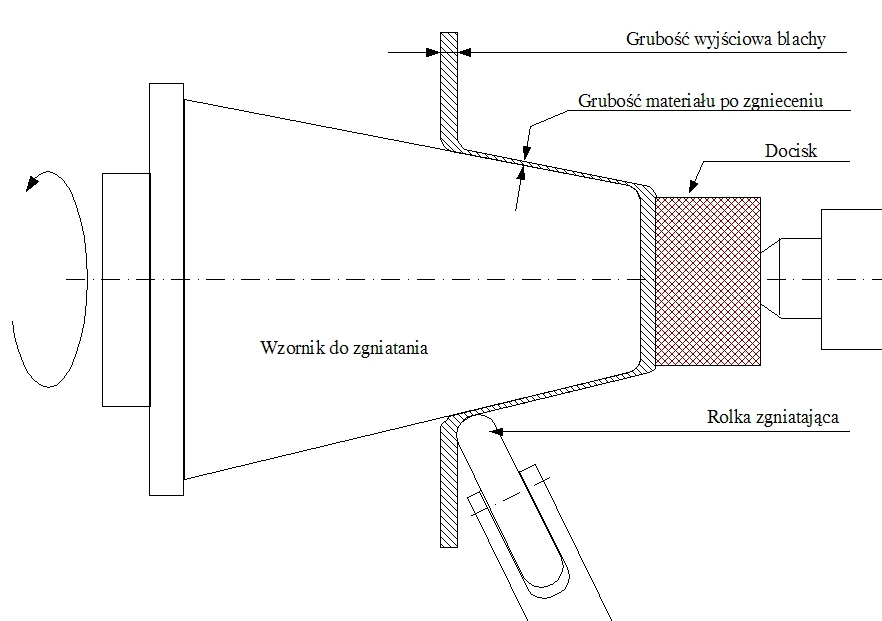
Zgniatanie obrotowe

Zgniatanie obrotowe jest rodzajem obróbki plastycznej pokrewnym wyoblaniu. Nazywane bywa wyciskaniem obrotowym lub czasami wyoblaniem ze zmniejszeniem grubości materiału. Cechą charakterystyczną zgniatania obrotowego jest zmiana grubości materiału wyjściowego. Jest ona przewidziana technologicznie i dokładnie wyliczona. Zgniot realizowany jest pomiędzy powierzchnią wzornika i rolką kształtującą. Przedmioty wykonane tą technologią wyróżniają się grubym dnem oraz cienkimi ściankami.